# ヴァン・ド・ペイ
ヴァン・ド・ペイ（フランス語: Vin de Pays）とは、1979年のフランスのワイン法によって新しく定められたワインの基本的な階層を示すカテゴリーで、原産地名が統制されたAOCワインおよびVDQSワインより下位であるが、一般的なテーブルワインよりは上位とされ、法律に定められた産地名と、セパージュ、ヴィンテージなどを表示することができる。

## 概要
ヴァン・ド・ペイとは本来「地方のワイン」、つまり地酒の意味で、それぞれの地方の料理に合い、生産地で消費されるのを基本に作られたワインであった。AOC、VDQSが「晴れ」のワインであるのに対し、ヴァン・ド・ペイはいわば「褻（ケ）【日常】」のワインであると言える。
しかし、人々の生活水準の高まりとともに、いわゆる「水代わり」から、多少価格が高くても、それなりの品質が求められるようになり、また、ボルドーやブルゴーニュなどの規制の厳しい産地から、緩い規制を利用して自分の思い通りのワインを作ろうと、優れた生産者が進出してきたため、ヴァン・ド・ペイの品質は1980年代後半からかなり向上し、現在では、一本5千円もするような、プレミアムのヴァン・ド・ペイも現れている。

## 産地の区分
ヴァン・ド・ペイは、ラベルに必ずVin de Pays de ～の表示がある。ただし、英語のofに当たる前置詞deは、母音と無気音のhの前ではd'となり、定冠詞のleと結合するとduとなる。また、複数定冠詞のlesと結合するとdesとなる。
表示できる産地の区分には、「広域」、「県名」、「地区名」の三つがある。
広域は、複数の県にまたがる産地名で、特に知られているのは、ラングドック＝ルシヨン地域圏全域をカバーするVin de Pays d'Oc（ヴァン・ド・ペイ・ドック）である。
県名は、文字通り生産地の県が表示されるもので、地区名とは、一つの県を複数の地区に分けた名称で、やはりラングドック＝ルシヨン地域圏に多い。

## 生産地の一覧
それぞれの地方毎の生産地の一覧を記載する。なお日本語表記では、「Vin de pays de（ヴァン・ド・ペイ・ド・）」、「Vin de pays du（ヴァン・ド・ペイ・デュ・）」、「Vin de pays des（ヴァン・ド・ペイ・デ・）」）は省略してある。

### アルザス地方
二つとも県名が産地名になっている。
1. Vin de pays du Bas-Rhin バ・ラン - バ＝ラン県
2. Vin de pays du Haut-Rhin オー・ラン - オー＝ラン県

### アキテーヌ地方
1, 2, 4, 5が県名、3はランド県、6と7はロット＝エ＝ガロンヌ県の地区名。
1. Vin de pays des Pyrénées-Atlantiques ピレネー・ザトランティック - ピレネー＝アトランティック県
2. Vin de pays des Landes ランド - ランド県
3. Vins de pays de terroirs landais テロワール・ランデ
4. Vin de pays de la Gironde ラ・ジロンド - ジロンド県
5. Vin de pays de la Dordogne ドルドーニュ - ドルドーニュ県
6. Vin de pays de l'Agenais ラジャネ
7. Vin de pays de Thézac-Perricard テザック・ペリカール

### オーヴェルニュ地方
2は県名であるが、1は広域地方名。
1. Vin de pays du Bourbonnais ブルボネ
2. Vin de pays du Puy-de-Dôme ピュイ・ド・ドーム - ピュイ＝ド＝ドーム県

### ブルゴーニュ地方
1、3，4は県名。2はニエヴル県にある小さな地区名。
1. Vin de pays de la Côte-d'Or コート・ドール - コート＝ドール県
2. Vin de pays des Coteaux-Charitois コトー・シャリトワ
3. Vin de pays de la Nièvre ニエヴル
4. Vin de pays de l'Yonne ヨンヌ

### サントル＝ヴァル・ド・ロワール地方
Cœur-de-la-France（クール・ド・ラ・フランス、フランスの心臓）とも言う。4までが県名で、5は川の名前を使った広域地方名。
1. Vin de pays du Cher シェール
2. Vin de pays de l'Indre-et-Loire ランドル・エ・ロワール
3. Vin de pays du Loir-et-Cher　ロワール・エ・シェール
4. Vin de pays du Loiret ロワレ
5. Vin de pays des Coteaux-du-Cher et de l'Arnon コトー・デュ・シェール・エ・ド・ラルノン

### シャンパーニュ地方
いわゆるシャンペンで有名な地方だが、このワインはスティルワインである。
1. Vin de pays des Coteaux de Coiffy コトー・ド・コワフィー

### コルス（コルシカ島）
1. Vin de pays de l'Île-de-Beauté イル・ド・ボーテ

### フランシュコンテ地方
フランス東部にある小さな地方。産地名は4県をまとめた地方名。
1. Vin de pays de la Franche-Comté フランシュ・コンテ

### ロレーヌ地方
1は県名、2はムーズ県で作られている。
1. Vin de pays de la Meuse ラ・ムーズ
2. Vin de pays des côtes de Meuse コート・ド・ムーズ

### ラングドック・ルシヨン地方
ヴァン・ド・ペイの8割近くを生産している地方だけに、分類はかなり複雑になっている。一つの県に産地名が25もあるところがあるので、この地方だけは県別に表記する。
複数の県にまたがる広域産地名も二つある。1のヴァン・ド・ペイ・ドックは、日本で売られるヴァン・ド・ペイの大半を占めている。1はガール、エロー、オード、ピレネー・ゾリアンタルの4県、2はガール、エローとプロヴァンサルプ・コートダジュール地方のブーシュ・デュ・ローヌ県にまたがる産地である。
1. Vin de pays d'Oc,オック
2. Vin de pays des Sables-du-Golfe-du-Lion, サーブル・デュ・ゴルフ・デュ・リオン

#### ピレネー・ゾリアンタル県
1. Vin de pays des Pyrénées-Orientales ピレネー・ゾリアンタル
2. Vin de pays de la Côte-Vermeille, ラ・コート・ヴェルメイユ
3. Vin de pays des Côtes-Catalanes,コート・カタラーヌ

#### オード県
1. Vin de pays de l'Aude ロード
2. Vin de pays de la Cité de Carcassonne, ラ・シテ・ド・カルカソンヌ
3. Vin de pays des Coteaux de Cabrerisse,コトー・ド・カブルリス
4. Vin de pays des Coteaux du Littoral Audois,コトー・デュ・リトラル・オードワ
5. Vin de pays des Coteaux de Miramont,コトー・ド・ミラモン
6. Vin de pays des Coteaux de Narbonne　コトー・ド・ナルボンヌ
7. Vin de pays des Coteaux-de-Peyriac,コトー・ド・ペイリャック
8. Vin de pays des Côtes de Lastours, コート・ド・ラストゥール
9. Vin de pays des Côtes de Perignan,コート・ド・ペリニャン
10. Vin de pays des Côtes de Prouilhe,コート・ド・プルイユ
11. Vin de pays de Cucugnan,キュキュニャン
12. Vin de pays de la Haute Vallée de l'Aude,ラ・オート・ヴァレー・ド・ロード
13. Vin de pays de Hauterive,オーテリヴ: 廃止された4つのVDQSから格下げになったもの。
14. Vin de pays des Hauts de Badens, オー・ド・バダン
15. Vin de pays de Torgan,トルガン
16. Vin de pays du Val de Cesse,ヴァル・ド・カッス
17. Vin de pays du Val de Dagne,ヴァル・ド・ダーニュ
18. Vin de pays de la Vallée-du-Paradis, ヴァレー・デュ・パラディ

#### エロー県
1. Vin de pays de l'Hérault レロー:これが県名つきで、日本でも出回っていることがある。
2. Vin de pays de la Bénovie ラ・ベノヴィ
3. Vin de pays de Bérangeベランジュ
4. Vin de pays de Bessanブサン
5. Vin de pays de Cassanカサン
6. Vin de pays de Caux コー
7. Vin de pays de Cessenonススノン
8. Vin de pays des Collines de la Moure コリーヌ・ド・ラ・ムール
9. Vin de pays des Coteaux-de-Bessilles コトー・ド・ブスィユ
10. Vin de pays des Coteaux-d'Enserune,コトー・ダンスリューヌ
11. Vin de pays des Coteaux-de-Fontcaude, コトー・ド・フォンコード
12. Vin de pays des Coteaux-de-Laurens,コトー・ド・ローラン
13. Vin de pays des Coteaux-du-Libron, コトー・デュ・リブロン
14. Vin de pays des Coteaux-de-Murvielコトー・ド・ミュルヴィエル
15. Vin de pays des Côtes-de-Thau, コート・ド・トー
16. Vin de pays des Côtes-de-Thongueコート・ド・トング
17. Vin de pays des Côtes du Brian,コート・デュ・ブリアン
18. Vin de pays des Côtes du Céressou, コート・デュ・セレス
19. Vin de pays des Coteaux du Salagou,コトー・デュ・サラグ
20. Vin de pays de la Haute-Vallée-de-l'Orb,ラ・オート・ヴァレ・ド・ロルブ
21. Vin de pays du Mont Baudile, モン・ボーディル
22. Vin de pays des Monts de la Grage,モン・ド・ラ・グラージュ
23. Vin de pays de Saint-Guilhem-le-Désert,サンギャン・ル・デゼール
24. Vin de pays du Val-de-Montferrand,ヴァル・ド・モンフェラン
25. Vin de pays du Vicomté-d'Aumelas,ヴィコンテ・ドムラ

#### ガール県
1が県名、2以下は地区名。１のヴァン・ド・ペイ・デュ・ガールは、世界遺産になっている「ガールの水道橋」のラベルを使ったものが多く、人気商品になっている。
1. Vin de pays du Gard ガール
2. Vin de pays des Cévennes　セヴェンヌ
3. Vin de pays des Coteaux-Flaviens　コトー・フラヴィアン
4. Vin de pays des Coteaux-du-Pont-du-Gard　コトー・デュ・ポン・デュ・ガール
5. Vin de pays des Côtes-du-Vidourleコート・デュ・ヴィドゥール
6. Vin de pays du Duché-d'Uzès　デュシェ・デュゼ
7. Vin de pays des Sables-du-Golfe-du-Lion　サーブル・デュ・ゴルフ・デュ・リオン
8. Vin de pays de la Vaunage　ラ・ヴォナージュ
9. Vin de Pays de la Vistrenque　ラ・ヴィストランク

### ミディ・ピレネー地方
アキテーヌ地方とともに、フランス南西部と呼ばれている地方。
1. Vin de pays de l'Aveyron ラヴェロン; アヴェロン県の県名つきワイン
2. Vin de pays de Bigorre　ビゴール; オート・ピレネー県の西半分を占める区域。
3. Vin de pays du Comté-Tolosan　コンテ・トロサン　オート・ガロンヌ県の栽培市域。
4. Vin de pays des Coteaux-de-Glanes コトー・ド・グラーヌ; ロット県にある人口250人の小さな村グラーヌで作られる。
5. Vin de pays des Coteaux-et-terrasses-de-Montauban　コトー・エ・テラス・ド・モントバン; タルヌ・エ・ガロンヌ県の県庁所在地モントバン付近で作られている。
6. Vin de pays des Côtes-du-Condomois　コート・デュ・コンドモワ; ジェール県のコンドームという町の近辺で栽培されている。Condomはある種のゴム製品と同名だが、「もの」のほうは綴り字も発音も同じのジャン・コンドームなる人物の発明によるもので、この町とは関連はない。
7. Vin de pays des Côtes-de-Gascogne コート・ド・ガスコーニュ; オート・ガロンヌ県からジェール県にかけて作られている。この地方のヴァン・ド・ペイとしては比較的ポピュラーで、日本にも多く輸入されている。
8. Vin de pays des Côtes-de-Montestruc　コート・デュ・モントストリュック; ジェール県にある人口600人の村モントストリュック。スュル・ジェール付近で作られる。
9. Vin de pays des Côtes-du-Tarn　コート・デュ・タルヌ; タルヌ県のワイン
10. Vin de pays du Gers ジェール; ここから下は4つとも県名ワイン
11. Vin de pays de la Haute-Garonne オート・ガロンヌ
12. Vin de pays du Lot ロット
13. Vin de pays du Tarn-et-Garonne　タルヌ・エ・ガロンヌ

### ポワトゥー・シャラント地方
1と2が県名、3はシャラント圏とシャラント・マリティム県にまたがる栽培地域。AOCではワインよりもコニャックと呼ばれるブランディで名高い地方である。
1. Vin de pays des Deux-Sèvres　ドゥー・セーヴル
2. Vin de pays de la Vienne　ラ・ヴィエンヌ
3. fr:Vin de pays charentais シャランテ

### プロヴァンス・コートダジュール地方
1. Vin de pays du Vaucluse ヴォクリューズ; 県名ワイン、次の二つは同じ県の地区名ワイン
2. Vin de pays d'Aigues　デグ
3. Vin de pays de la Principauté-d'Orange　ラ・プランシポテ・ドランジュ
4. Vin de pays des Bouches-du-Rhône　ブーシュ・デュ・ローヌ; 県名ワイン
5. Vin de pays des Alpilles アルピユ; 上と同じ県の地区名ワイン
6. Vin de pays du Var　ヴァール; 県名ワイン
7. Vin de pays d'Argens　アルジャン;ここから4つはヴァール県の地区名
8. Vin de pays des Coteaux-du-Verdon コトー・デュ・ヴェルドン
9. Vin de pays des Maures モール
10. Vin de pays du Mont-Caumes モン・コーム
11. Vin de pays des Hautes-Alpes　オート・ザルプ; 以下三つは県名ワイン
12. Vin de pays des Alpes-de-Haute-Provence　アルプ・ド・オート・プロヴァンス
13. Vin de pays des Alpes-Maritimes　アルプ・マリティム

### ローヌ・アルプ地方
これはフランスのレジオンと呼ばれる行政上の地方名で、ワインにおける広域AOCは、ローヌ県北部がブルゴーニュの南部に当たるボジョレー地区、北部から何部にかけてのアン、サヴォワ、オート・サヴォワの3県はサヴォワ、中央部から何部にかけての広い範囲、ローヌ県南部とアルデシュ、ドローム、ロワール県はコート・デュ・ローヌとなる。
1. Vin de pays d'Allobrogie  アロブロジー; サヴォワ地区の3県にまたがる地域。
2. Vin de pays des Coteaux du Grésivaudan コトー・デュ・グレシボーダン; イゼール県とサヴォワ県にまたがる。
3. Vin de pays des Balmes dauphinoises　バルム・ドーフィノワズ; イゼール県
4. Vin de pays des Collines-Rhodaniennes　コリーヌ・ロダニエンヌ; イゼール、ロワール、アルデシュ、ドローム、ローヌの5県をカバーする広い地域で、このワインは日本でも見かけることがある。
5. Vin de pays d'Urfé　ユルフェ; ロワール県
6. Vin de pays de la Drôme　ドローム; 県名ワイン
7. Vin de pays du Comté de Grignan コンテ・ド・グリニャン; これと次の項はドローム県の地区名。
8. Vin de pays des Coteaux des Baronnies コトー・デ・バロニ
9. Vin de pays de l'Ardèche　アルデシュ; 県名ワイン
10. Vin de pays des Coteaux de l'Ardèche　コトー・ド・ダルデシュ

### ロワール渓谷
1はロワール地方全体をカバーする広域産地名、4, 5はブルターニュ地方の産地名。その他は県名。
1. Vin de pays du Jardin-de-la-France ジャルダン・ド・ラ・フランス
2. Vin de pays de Loire-Atlantique ロワール・アトランティック - ロワール＝アトランティック県
3. Vin de pays du Maine-et-Loire メーヌ・エ・ロワール - メーヌ＝エ＝ロワール県
4. Vin de pays des Marches-de-Bretagne マルシュ・ド・ブルターニュ
5. Vin de pays de Retz レッツ
6. Vin de pays de la Sarthe ラ・サルト - サルト県
7. Vin de pays de la Vendée ラ・ヴァンデ - ヴァンデ県

### ローヌ渓谷
ローヌワインの広域AOCであるコート・デュ・ローヌ全体をカバーするヴァン・ド・ペイ。